# Francesco Massimiliano Laboureur
Francesco Massimiliano Laboureur (ur. 11 listopada 1767 w Rzymie, zm. 6 marca 1831 tamże) – włoski rzeźbiarz.

## Biografia
Francesco Massimiliano Laboureur urodził się w Rzymie 11 listopada 1767. Jego ojciec Maximilien Laboureur pochodził z Brukseli i był rzeźbiarzem, matka Paola Salomoni była Włoszką. Podstaw rzeźbiarstwa uczył się w domu rodzinnym. Potem uczęszczał do rzymskiej Akademii Świętego Łukasza. 
W 1797 Laboureur wykonał zlecenie na podwójny pomnik nagrobny Zofii z Sieniawskich i Augusta Czartoryskich, ustawiony w 1801 w puławskim parku. Inne wczesne prace Laboureura powstały na zamówienie François Cacaulta, ambasadora Francji przy Stolicy Apostolskiej. W 1801 Cacault pisał do Talleyranda o marmurowym popiersiu portretowym Napoleona, które wykonał dla niego Laboureur. W latach 1803–1806 rzeźbiarz wyrzeźbił duży posąg cesarza, zakupiony przez wuja Napoleona kard. Josepha Fescha. Purpurat podarował posąg rodzinnemu Ajaccio na Korsyce. 
Spod dłuta rzeźbiarza wyszedł pomnik nagrobny kardynała François-Joachima de Pierre de Bernisa dla kościoła św. Ludwika Króla Francji w Rzymie. Pośród różnych prac w 1816 przyjął zlecenie na popiersie portretowe kardynała Bartolomea Pakki. W latach 1817–1822 Laboureur wykonał 32 płaskorzeźby w stiuku dla Museo Chiaramonti (imperialne triumfy, sceny ofiarne i sceny bachiczne). Inspiracji szukał w scenach z kolumn Trajana i Antonina Piusa. W 1823 roku Laboureur wyrzeźbił pomnik nagrobny kardynała Jana van Goes (Goessen) dla kościoła Santa Maria della Concezione. W 1829 roku rozpoczął pracę nad posągiem św. Franciszka Caracciola dla bazyliki watykańskiej, dokończonym w 1834 roku przez Innocenza Fraccaroliego. Spod dłuta Laboureura wyszedł też pomnik nagrobny Stanisława Małachowskiego dla archikatedry warszawskiej, według projektu Bertela Thorvaldsena, wyrzeźbiony w latach 1819–1823. Francesco Massimiliano Laboureur zmarł w Rzymie 6 marca 1831 roku. 
W 1802 Laboureur został członkiem papieskiej Akademii Świętego Łukasza. W 1812 otrzymał tytuł profesora rzeźby. W latach 1821–1822 przewodniczył akademii. Jako jej prezydent, odznaczony z urzędu orderem papieskim zwanym potocznie orderem Maura, był tytułowany kawalerem.
Jego syn Alessandro Massimiliano (1796–1861) również był rzeźbiarzem, uczniem Thorvaldsena.

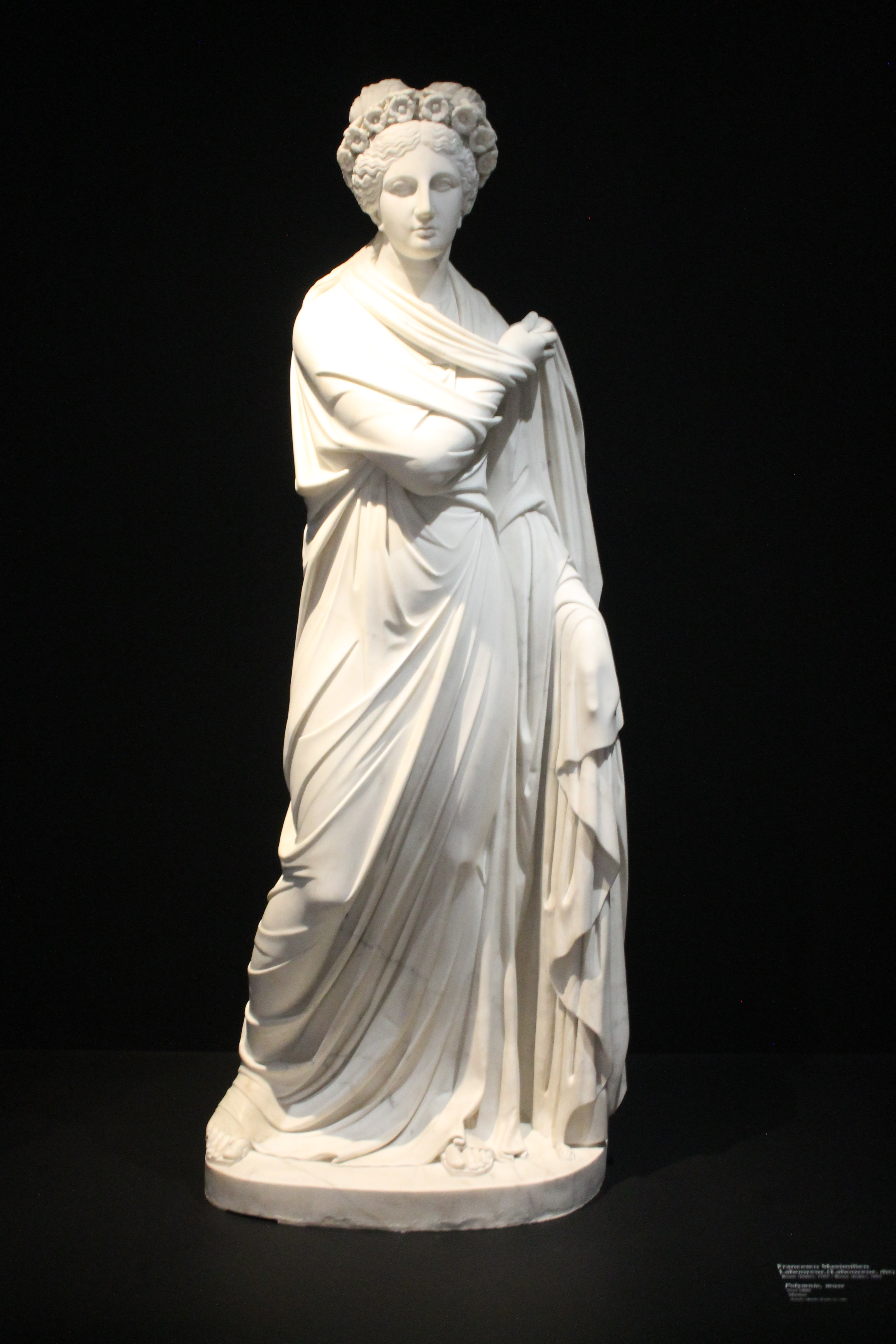
Polihymnia (Nantes), 1800
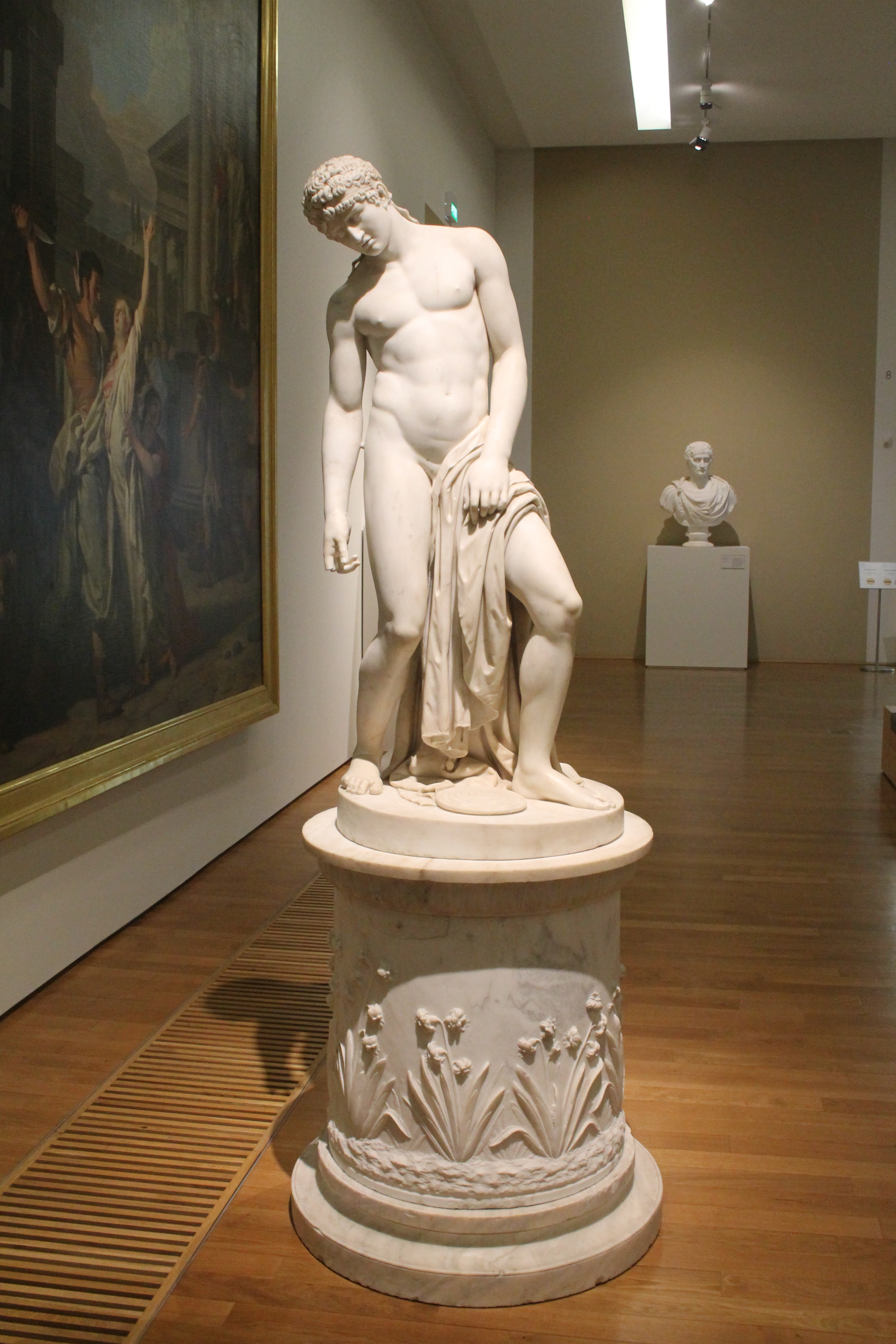
Młody Hiacynt zraniony przez Apolla (Nantes), ok. 1800
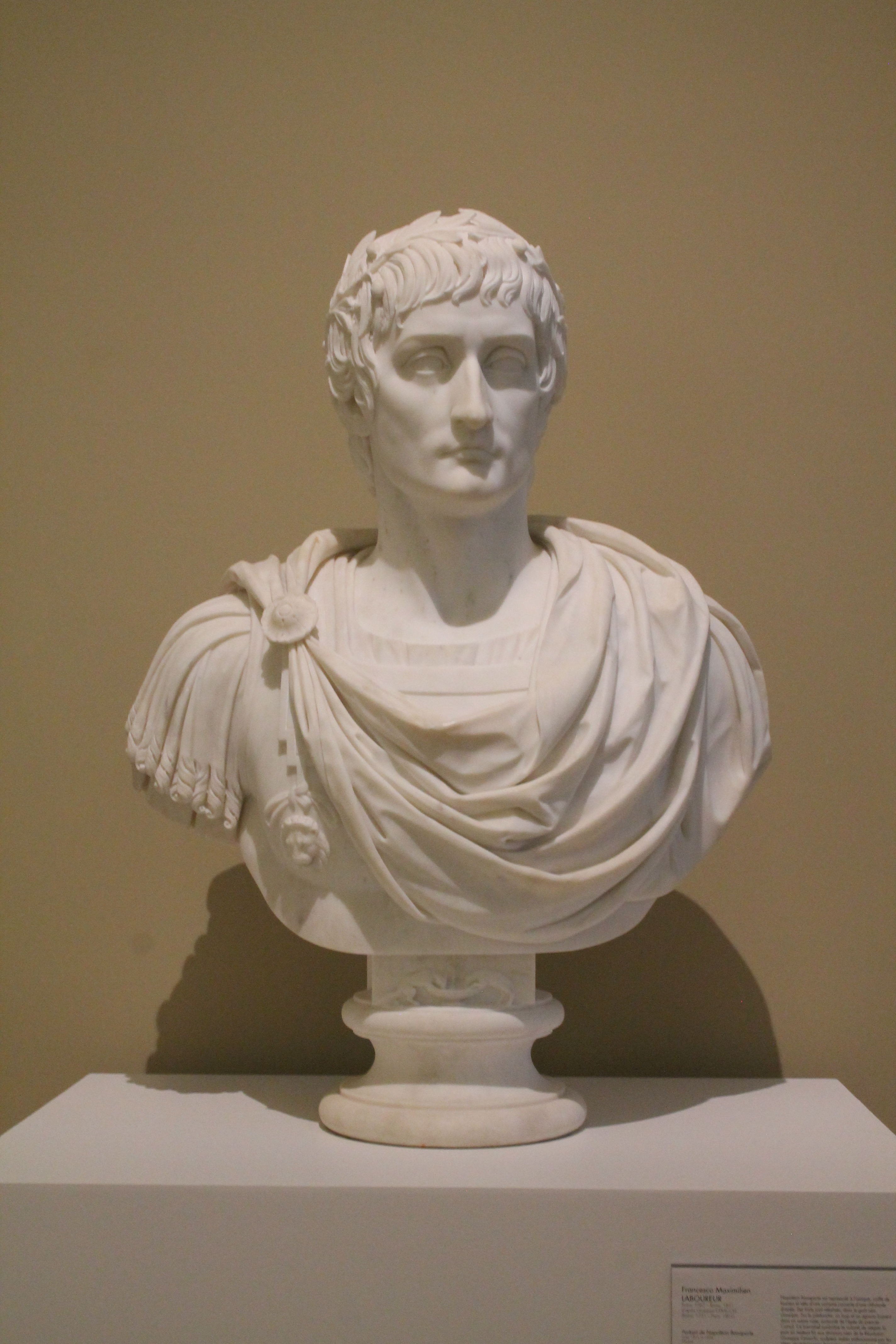
Napoleon (Nantes), 1801–1804
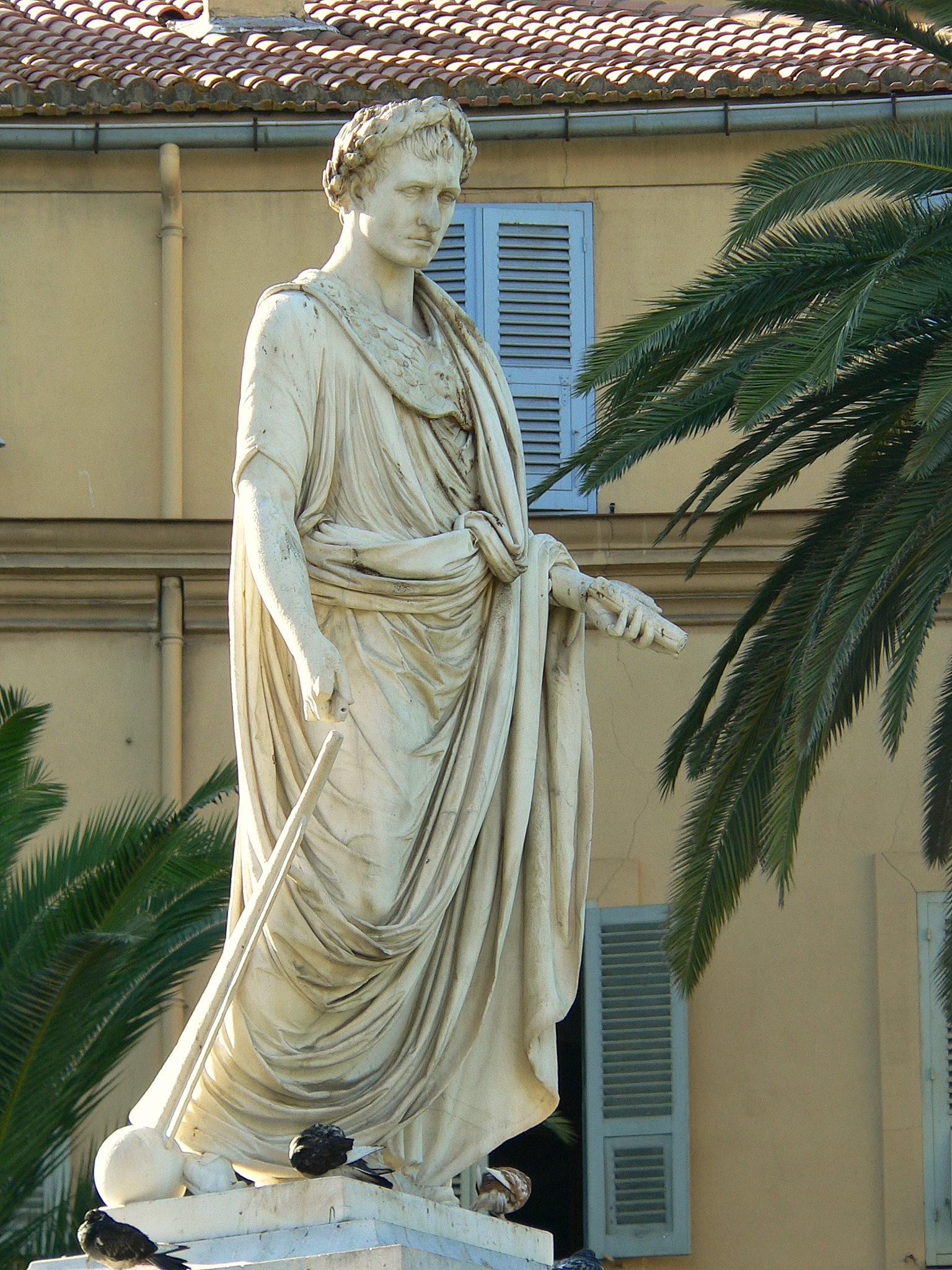
Napoleon (Ajaccio), 1803–1806
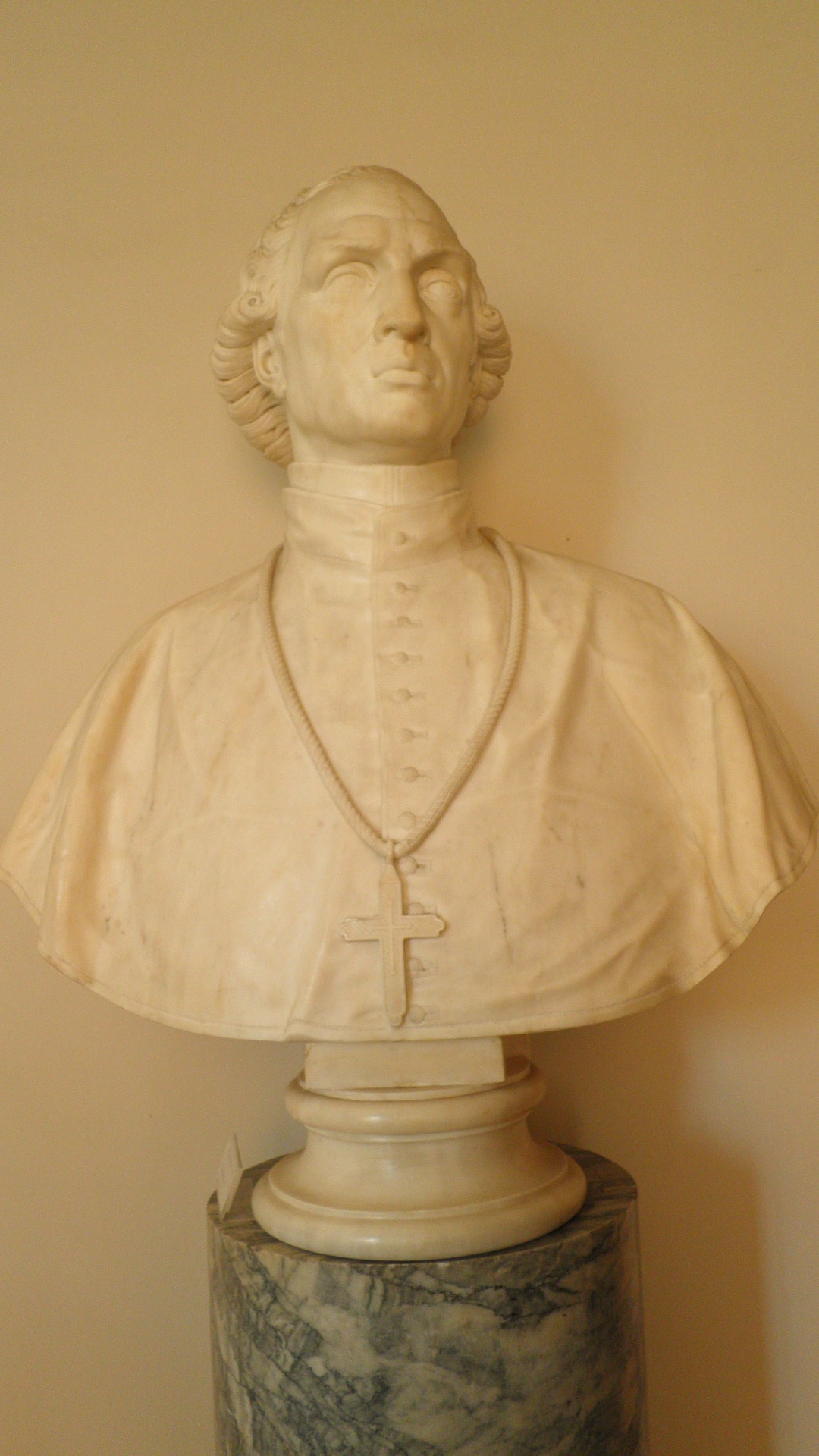
Kardynał Pacca (Rzym), 1816
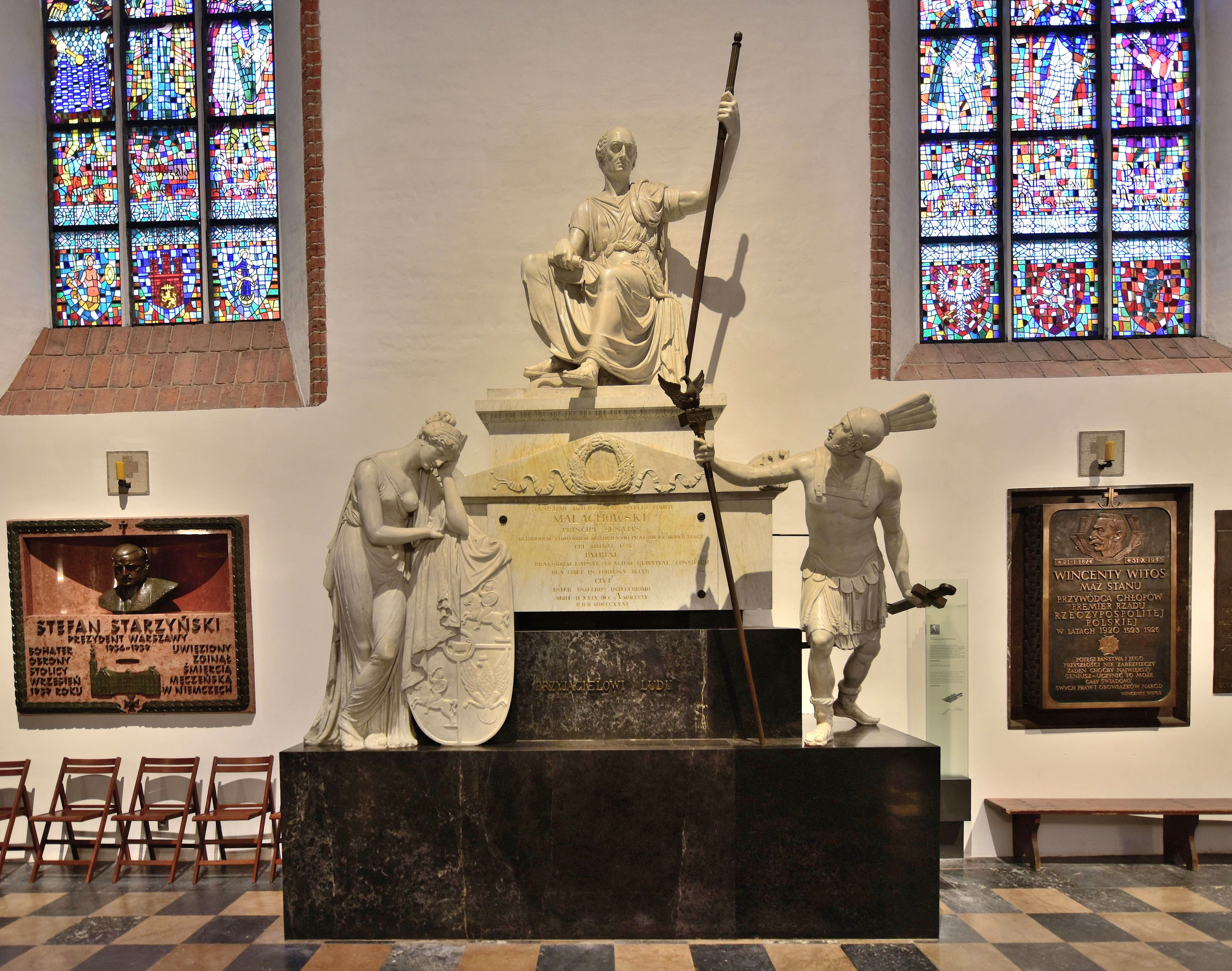
Pomnik nagrobny Stanisława Małachowskiego (Warszawa), 1830